# Oftalmofobia
Oftalmofobia é a fobia de estar sendo constantemente espionado. Em situações extremas da doença, o acometido pode trancar-se em sua residência, decidido a nunca mais abandoná-la também conhecido como escopofobia. 